# Taguaí (ort)
Taguaí är en ort i Brasilien.   Den ligger i kommunen Taguaí och delstaten São Paulo, i den södra delen av landet, 900 km söder om huvudstaden Brasília. Taguaí ligger 563 meter över havet och antalet invånare är 10 825.
Terrängen runt Taguaí är varierad. Runt Taguaí är det glesbefolkat, med 18 invånare per kvadratkilometer.. Närmaste större samhälle är Tejupá, 12,6 km norr om Taguaí.
Omgivningarna runt Taguaí är huvudsakligen savann.